# 聖康坦-法拉維耶恐怖攻擊事件
圣康坦-法拉维耶恐怖攻擊事件，是指發生在2015年6月26日的同一天，於法國、突尼斯、科威特、索馬利亞的四起恐怖攻擊事件的其中之一。當地時間上午9時30分至10時間，兩名駕著麵包車，疑似支持伊斯蘭主義的武裝分子，衝入了鄰近里昂，圣康坦-法拉维耶鎮工業園區的空气化工公司的一家瓦斯工廠，並撞向瓦斯罐而引發爆炸，造成1死2傷。
警方隨後在11時左右逮捕了嫌犯，並在工廠入口處附近發現了一具被斬首的屍體，而屍體的頭顱被釘在工廠大門約30英尺高處，現場也發現了以阿拉伯文書寫支持聖戰的旗幟。
法國總統弗朗索瓦·奥朗德接到消息後隨即發表聲明，定調此為一起恐怖攻擊事件；而警方稱可能還有一名嫌犯在逃，並已在當地部署大批警力。